# 野蔷薇 (华盛顿州)
野蔷薇（英文：Brier），是美国华盛顿州斯诺霍米什县下属的一座城市。根据 2000年美国人口普查，该市有人口6,383人。根据2010年美国人口普查，该市有人口6,087人。而2011年估计该市有6,165人。